# Zelandobius pilosus
Zelandobius pilosus är en bäcksländeart som beskrevs av Death 1990. Zelandobius pilosus ingår i släktet Zelandobius och familjen Gripopterygidae. Inga underarter finns listade i Catalogue of Life.